# Andrey Varankow
Andrey Mikalayevich Varankow - em bielorrusso, Андрэй Мікалаевіч Варанкоў (Mazyr, 08 de fevereiro de 1989) - é um futebolista profissional bielorrusso que atua como atacante, atualmente defende o Slavia-Mozyr.
Nos tempos de União Soviética, tinha seu nome russificado para Andrey Nikolayevich Varankov (Андрей Николаевич Воронков, em russo).